# L'Étranger
Pour les articles homonymes, voir L'Étranger (homonymie) et The Outsider.
Pour un article plus général, voir Philosophie d'Albert Camus.
L'Étranger est le premier roman publié d'Albert Camus, paru en 1942. Les premières esquisses datent de 1938, mais le roman ne prend vraiment forme que dans les premiers mois de 1940 et sera travaillé par Camus jusqu’en 1941. Il prend place dans la tétralogie que Camus nommera « cycle de l'absurde » qui décrit les fondements de la philosophie camusienne : l'absurde. Cette tétralogie comprend également l'essai Le Mythe de Sisyphe ainsi que les pièces de théâtre Caligula et Le Malentendu.
Le roman a été traduit en soixante-huit langues ; c'est le troisième roman francophone le plus lu dans le monde, après Le Petit Prince de Saint-Exupéry et Vingt Mille Lieues sous les mers de Jules Verne. Une adaptation cinématographique en a été réalisée par Luchino Visconti en 1967.

### Édition illustrée

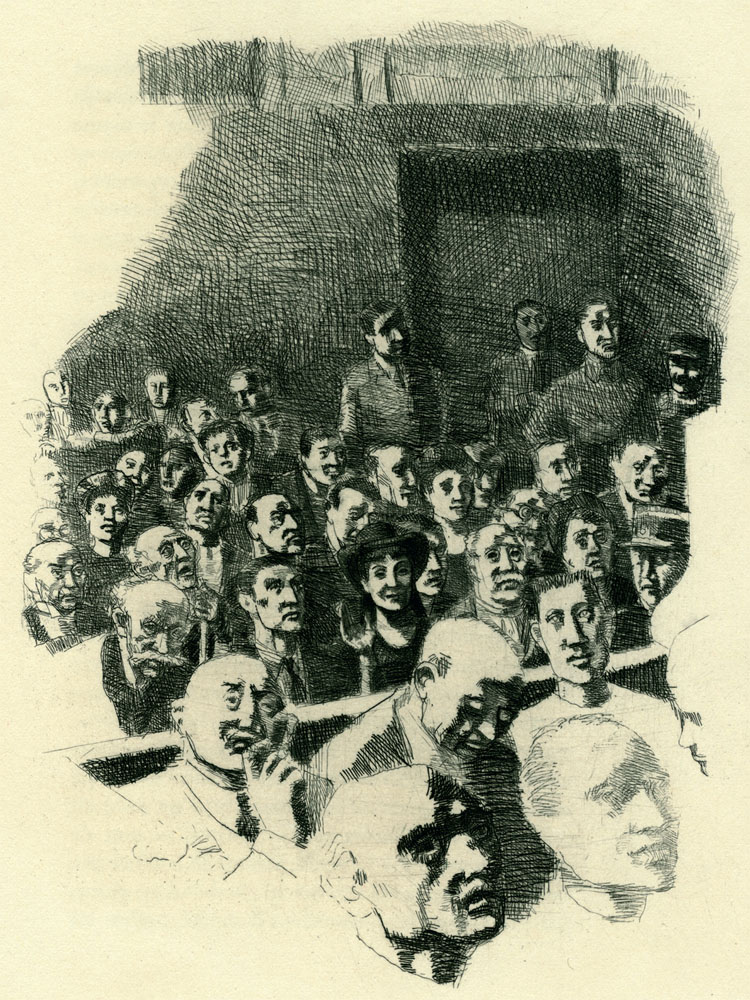
L'Étranger, eau-forte de Mayo, 1948.

## Incipit
L'incipit de L'Étranger est considéré comme l'un des plus célèbres passages de la littérature française. Les premières phrases du roman sont les suivantes :

« Aujourd'hui, maman est morte. Ou peut-être hier, je ne sais pas. J'ai reçu un télégramme de l'asile : “Mère décédée. Enterrement demain. Sentiments distingués.” Cela ne veut rien dire. C'était peut-être hier. »

D'emblée, ce narrateur paraît détaché au lecteur, en montrant un certain agacement qui correspond mal à la gravité du moment. Cette impression sera encore, par la suite, celle qu'il fera devant la cour d'assises où il comparaîtra, annonçant déjà l'épilogue tragique.

## Résumé
Le roman met en scène un personnage-narrateur nommé Meursault, vivant à Alger en Algérie française. Le roman est composé de deux parties.
Au début de la première partie, Meursault reçoit un télégramme annonçant que sa mère, qu'il a placée à l’hospice de Marengo, vient de mourir. Il se rend en autocar à l’asile de vieillards, situé près d’Alger. Veillant la morte toute la nuit, il assiste le lendemain à la mise en bière et aux funérailles, sans avoir l'attitude attendue d’un fils endeuillé ; le protagoniste ne pleure pas, il ne veut pas simuler un chagrin qu'il ne ressent pas.
Le lendemain de l'enterrement, Meursault décide d'aller nager à l'établissement de bains du port et y rencontre Marie, une dactylo qui avait travaillé dans la même entreprise que lui. Le soir, ils sortent voir un film comique de Fernandel au cinéma et passent le restant de la nuit ensemble. Le lendemain matin, son voisin, Raymond Sintès, proxénète notoire, lui demande de l'aider à écrire une lettre pour dénigrer sa maîtresse maure envers laquelle il s'est montré brutal ; il craint des représailles du frère de celle-ci. La semaine suivante, Raymond frappe et injurie sa maîtresse dans son appartement. La police intervient et convoque Raymond au commissariat. Celui-ci utilise Meursault comme témoin de moralité. En sortant, il invite Marie et lui à déjeuner le dimanche suivant à un cabanon au bord de la mer, qui appartient à un de ses amis, Masson. Lors de la journée, Marie demande à Meursault s'il veut se marier avec elle. Il répond que ça n'a pas d'importance, mais qu'il accepte volontiers l'idée.
Le dimanche midi, après un repas bien arrosé, Meursault, Raymond et Masson se promènent sur la plage et croisent deux Arabes, dont le frère de la maîtresse de Raymond.  Une bagarre éclate, au cours de laquelle Raymond est blessé au visage d'un coup de couteau. Après s'être fait soigner, Raymond retourne sur la plage avec Meursault et rencontre à nouveau les deux Arabes. Meursault, apprenant que Raymond est armé, lui demande de lui confier son revolver pour éviter un drame. Plus tard, Meursault, seul sur la plage, accablé de chaleur et de soleil, rencontre à nouveau l’un des Arabes, qui, à sa vue, sort un couteau. Aveuglé par la sueur, ébloui par le reflet du soleil sur la lame, Meursault appuie sur la détente du revolver que Raymond lui a confié et tue l'Arabe d'une seule balle. Puis, sans raison apparente, il tire quatre autres coups sur le corps inerte.
Dans la seconde partie du roman, Meursault est arrêté et questionné. Ses propos sincères et naïfs mettent son avocat mal à l'aise. Il ne manifeste aucun regret, mais de l'ennui. Lors du procès, on l'interroge davantage sur son comportement lors de l'enterrement de sa mère que sur le meurtre. Meursault se sent exclu du procès. Il dit avoir commis son acte à cause du soleil, ce qui déclenche l'hilarité de l'audience. Le soleil provoqua, toujours selon Meursault, une distorsion de la vision semblable à une hallucination. La sentence tombe : il est condamné à la guillotine. L’aumônier visite Meursault pour qu'il se confie à Dieu dans ses derniers instants, mais celui-ci refuse. Quand l'aumônier lui dit qu'il priera pour lui, cela déclenche sa colère.
Avant son départ pour la mort, Meursault finit par trouver la paix dans la sérénité de la nuit et même souhaiter que le jour de son exécution de grandes foules qui le haïssent soient au rendez-vous.

## Personnages
- Emmanuel : collègue de travail de Meursault qui travaille au chargement. Il a prêté une cravate et un brassard pour l'enterrement de la mère de Meursault car il avait perdu son oncle il n'y a pas très longtemps. Il est aussi allé au cinéma deux fois la même semaine avec Meursault mais il ne comprend pas toujours vraiment les films. Enfin Meursault et Emmanuel prennent souvent le tram ensemble.
- Meursault : personnage principal, de prénom inconnu et d'une trentaine d'années.
- L'Arabe principal : tué par Meursault d'un coup de feu et ensuite criblé de quatre autres coups. Frère de la maîtresse de Raymond. Camus ne précise pas son nom.
- Céleste : ami de Meursault et gérant d'un restaurant fréquenté régulièrement par ce dernier.
- Le concierge : concierge de l'asile où demeurait la mère de Meursault.
- Le directeur : il dirige l'asile où  Meursault avait placé sa mère.
- Le patron : il emploie Meursault dans son entreprise. Meursault pense qu'il est réticent à lui accorder deux jours de congé pour lui permettre d'assister à l'enterrement de sa mère.
- Thomas Pérez : un compagnon d'asile de la mère de Meursault, devenu son soupirant.
- Marie Cardona : petite amie de Meursault, elle joue un rôle important dans le parcours de Meursault, dont elle éclaire l'indolence et l'absence d'émotivité.
- Salamano : vieillard habitant sur le même palier que Meursault, il bat son chien mais il est pris de panique lorsque celui-ci vient à disparaître, puis complètement désespéré.
- Raymond Sintès : voisin de Meursault, ils deviennent amis au début de l'histoire (chapitre 3). Meursault trouve que ce qu'il a à dire est intéressant. Raymond est l'élément névralgique dans le cours des évènements. Il a battu sa maitresse en la soupçonnant de tromperie, et veut l'humilier afin de la punir.
- Masson : ami de Raymond, il prend part indirectement aux évènements survenus sur la plage.
- Un groupe d'Arabes : composé autour du frère de la maîtresse de Raymond, celui que Meursault tue.
- Le juge d'instruction : fervent croyant, il interroge Meursault à plusieurs reprises sur le meurtre comme sur son âme.
- L'avocat : il cherche à faire de belles phrases sans défendre Meursault en particulier.
- Le procureur : il accable Meursault à travers son réquisitoire et réussit à le faire condamner à mort.
- L'aumônier : il cherche à convertir Meursault avant qu'il soit guillotiné, n'y réussit pas, puis déclenche toute la colère de Meursault en lui disant qu'il va prier pour lui.

## Analyse

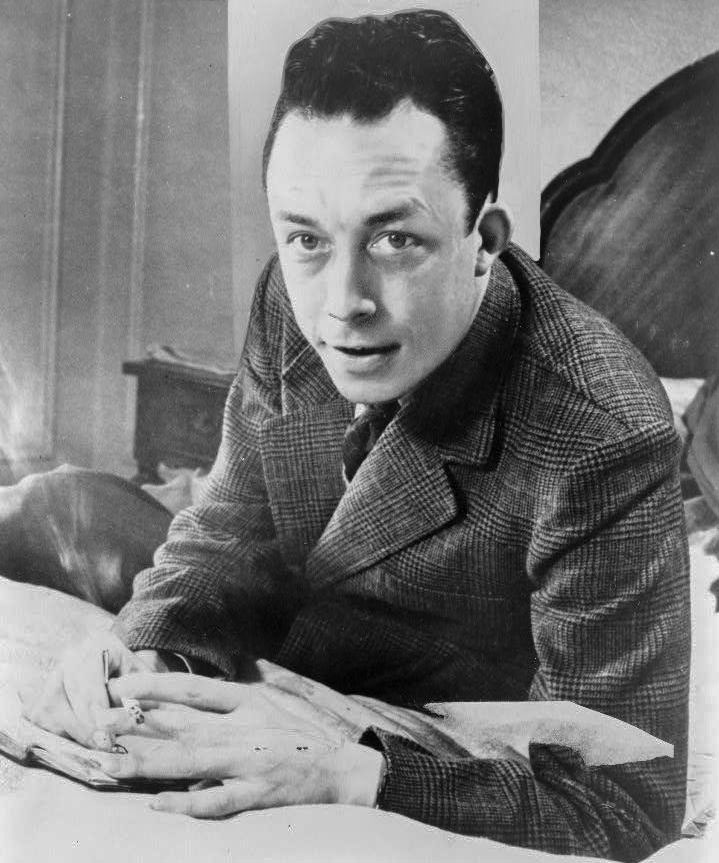
Albert Camus en 1957.

### Dimension philosophique du roman
L'Étranger, notamment dans la seconde partie, rappelle les procès staliniens (vers 1932, tandis que L'Étranger paraît en 1942). La loi du 1er décembre 1934 de Staline raccourcit les délais de condamnation comme dans le livre, où le procès est très rapide.
Le genre rappelle aussi le théâtre de l'absurde (Alfred Jarry). C'est un genre traitant fréquemment de l’absurdité de l’Homme et de la vie en général, celle-ci menant toujours à une fin tragique.
Pour Jean-Paul Sartre, le roman d'Albert Camus vise à donner le « sentiment de l'absurde », selon les termes qu'il emploie dans son article « Explication de L'Étranger », paru la veille de la sortie du roman de Camus et daté de 1943 (puis repris dans les Situations de 1947).
Albert Camus lui-même confirme en partie cette interprétation, mais souligne bien que L'Étranger n'est pas tant selon lui une démonstration de l'absurdité du monde, que de la confrontation entre le caractère non sensé du monde et le désir de compréhension de l'homme : « Ce qui est absurde, c'est la confrontation de cet irrationnel et de ce désir éperdu de clarté dont l'appel résonne au plus profond de l'homme », écrit-il dans Le Mythe de Sisyphe.
Le philosophe Gabriel Marcel dans son article « Le refus du salut et l'exaltation de l'homme absurde », recueilli dans Homo Viator (Aubier Montaigne, 1944), se livre à une lecture critique de L’Étranger (pages 269 à 273), où il reproche à Camus son monadisme radical et le contre-pari pascalien auquel il se livre.

### Style
La lecture du manuscrit de L'Étranger inspira à André Malraux des remarques stylistiques qui furent communiquées à Camus par son ami Pascal Pia. Malraux notait l’usage abusif que Camus faisait de la structure « sujet, verbe, complément, point ». L'auteur apporte les modifications conseillées afin, concède-t-il, d'« éviter la caricature ».
Le récit est tout entier construit du point de vue du narrateur et exclut tout autre point de vue. Ce choix narratif a plusieurs effets de lecture, par exemple en donnant l'impression de visions du monde ou de l'espace qui sont uniques.

### Critiques
Dans son ouvrage Culture et impérialisme (en), le critique littéraire Edward Saïd souligne que, bien que L'Étranger soit souvent interprété comme une sorte de métaphore abstraite de la condition humaine, le roman est profondément ancré dans son contexte historique, à savoir l'Algérie coloniale dans laquelle Albert Camus a grandi. Saïd souligne par exemple que les personnages arabes ne sont jamais nommés et constituent un arrière-fond passif à la vie des personnages européens qui eux ont des noms et des identités : tout comme dans le système colonial, les Arabes occupent une position subordonnée.
Il faut prendre en compte que L'Étranger fut écrit en 1942 et en 1945, bien avant la guerre d'Algérie (1954-1962), Albert Camus a pris clairement position en tant qu'écrivain anticolonialiste.